# Alexander Krafft
Pour les articles homonymes, voir Krafft.

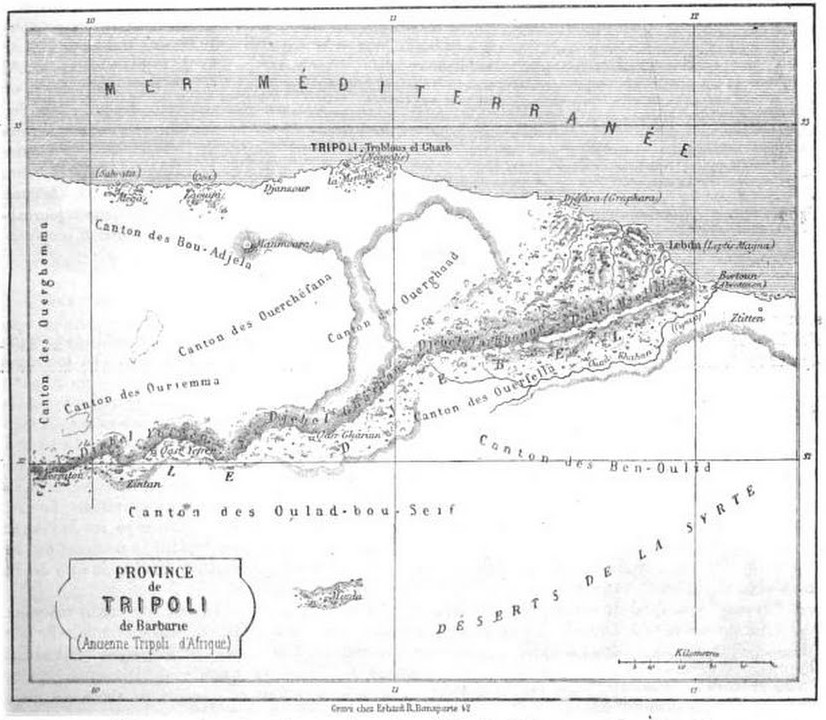
Carte de la Tripolitaine par Alexander de Krafft, publiée dans Le Tour du monde, le 1er janvier 1861.

Alexander, baron de Krafft dit Hadji Skander, né en 1835 à Baden-Baden et mort en 1904 à Paris, est un explorateur allemand.

## Biographie
Surnommé Hadji Skander, nom sous lequel il voyage, il est connu pour une expédition dans l'Afrique du Nord dont il tire l'année suivante le récit Promenades dans la Tripolitaine. Après avoir vécu en Italie, il finit sa vie à Paris.
Le baron de Krafft est cité par Jules Verne dans son roman Mathias Sandorf (partie 5, chapitre II), Verne utilisant des passages de son récit dans son roman.